# Gating

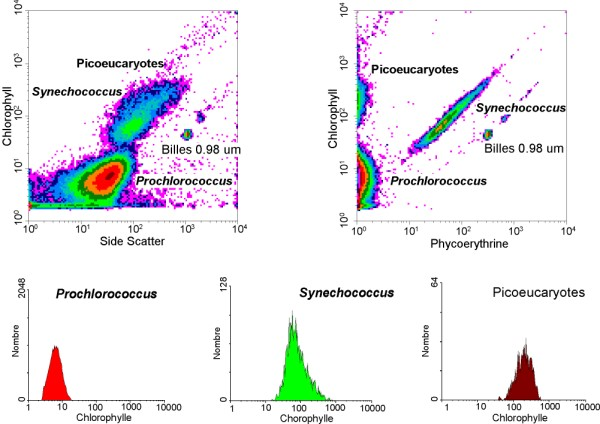
Analýza fotosyntetizujícího picoplanktonu průtokovou cytometrií ve vzorku mořské vody, která zobrazuje tři rozdílné populace (Prochlorococcus, Synechococcus, and picoeukaryota)

Sekvenční ohraničení populaci, „gating“ je manuální způsob výběru populací na základě naměřených parametrů (dále též dimenzí) a práce s nimi při analýze dat v průtokové cytometrii.
Data generovaná v průtokové cytometrii mohou být zobrazena v jedné dimenzi (histogram), ve dvou dimenzích (dot plot) a nebo i ve třech dimenzích. Populace se na těchto grafech postupně separují podle jejich pozice na škále dle intenzity signálu fluorescence, ale i dalších parametrů, například rozptylu fotonů („scatter light“) použitím takzvaných regionů (úsečka, obdélník, polygon, elipsa), které lze následně booleovsky kombinovat (AND, OR, NOT) do logických celků. Na základě předchozí znalosti očekávaných vlastností hledané buněčné populace tak můžeme z komplexních dat získaných průtokovou cytometrií izolovat detailní informace pro chtěnou subpopulaci. Toto hierarchické postupné ohraničování populací je vhodné zpětně kontrolovat procesem "backgatingu", při kterém kontrolujeme, zda většina buněk cílové populace skutečně leží v hierarchicky výše položených populacích (regionech).

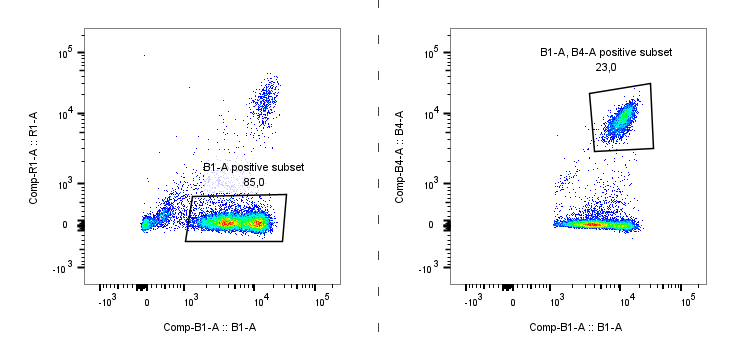
Příklad gateování na populaci negativní pro R1 fluorochrom a pozitivní pro fluorochromy B1 a B4.

Gating je většinou prováděn manuálně, ačkoliv se již běžně používají i automatizované postupy, které jsou založené na klastrovacích algoritmech v kombinaci s metodami redukce dimenzionality.
Existují obecná doporučení jakým způsobem je vhodné postupovat při analýze cytometrických dat, například zahrnutím pouze samostatných buněk („singlets“) od událostí, kdy laserový paprsek cytometru zachytil více buněk najednou, ať dvojice či vyšší agregáty. Dalším příkladem je odstranění mrtvých buněk z analýzy nebo ohraničení pouze těch buněk v čase, které prochází cytometrem při velice stabilních podmínkách.